# Guatteria pohliana
Guatteria pohliana là loài thực vật có hoa thuộc họ Na. Loài này được Schltdl. mô tả khoa học đầu tiên năm 1834.